# Nyctemera gonora
Nyctemera gonora là một loài bướm đêm thuộc phân họ Arctiinae, họ Erebidae.